# Сорочинський сільський округ
Соро́чинський сільський округ (каз. Сорочин ауылдық округі, рос. Сорочинский сельский округ) — адміністративна одиниця у складі Сарикольського району Костанайської області Казахстану. Адміністративний центр — село Сорочинка.
Населення — 1765 осіб (2021; 2749 у 2009, 3397 у 1999, 4038 у 1989).
Станом на 1989 рік існували Сорочинська сільська рада (села Криловка, Мелітополь, Сорочинка, селище Острівний) та Червонознам'янська сільська рада (села Караоба, Нове). 2019 року Червонознам'янський сільський округ був розділений на Караобинську сільську адміністрацію та Новинську сільську адміністрацію, які одразу увійшли до складу Сорочинського сільського округу.

## Склад
До складу адміністрації входять такі населені пункти:
| Населений пункт  | Старі назви | Населення, осіб (1989) | Населення, осіб (1999) | Населення, осіб (2009) | Населення, осіб (2021) |
| ---------------- | ----------- | ---------------------- | ---------------------- | ---------------------- | ---------------------- |
| Караоба, село    | -           | 751                    | 556                    | 435                    | 271                    |
| Криловка, село   | -           | 835                    | 816                    | 781                    | 611                    |
| Мелітополь, село | -           | 218                    | 204                    | 169                    | 16                     |
| Нове, село       | -           | 1173                   | 722                    | 368                    | 152                    |
| Острівне, село   | Острівний   | 359                    | 360                    | 244                    | 173                    |
| Сорочинка, село  | -           | 702                    | 739                    | 752                    | 542                    |